# Giandomenico Salvadori
Giandomenico Salvadori (Feltre, 8 ottobre 1992) è un fondista italiano.

## Biografia
Nato a Feltre, in provincia di Belluno, nel 1992, vive a Mezzano, in provincia di Trento. Inizia a praticare lo sci di fondo a 6 anni, nel 1998. Nel 2010, a 18 anni, partecipa alle sue prime gare importanti.
Nel 2012 partecipa ai Mondiali juniores ad Erzurum, in Turchia, arrivando 4º nella staffetta 4x5 km.
Debutta in Coppa del Mondo il 5 dicembre 2015, a Lillehammer, in Norvegia.
Nel 2016 arriva 68º in classifica generale di Coppa del Mondo e 42° in quella di distanza.
L'anno successivo è di scena ai Mondiali di Lahti, in Finlandia, dove partecipa a tre gare: la 15 km tecnica classica, chiusa al 21º posto in 38'51"1, lo skiathlon, dove arriva 10º in 1h09'54"0, anche in questo caso, come nella 15 km, migliore degli italiani in gara, e la staffetta 4x10 km, terminata in ottava posizione.
A 25 anni partecipa ai Giochi olimpici di Pyeongchang 2018 in tre competizioni: lo skiathlon, che chiude al 26º posto in 1h18'36"9, la 50 km tecnica classica, dove arriva 16º in 2h13'45"4, e la staffetta 4x10 km, dove, insieme a Francesco De Fabiani, Federico Pellegrino e Maicol Rastelli, termina 7° in 1h35'40"1; l'anno successivo ai Mondiali di Seefeld in Tirol è stato 26º nella 50 km, 16º nello skiathlon e 10º nella staffetta, mentre a quelli di Oberstdorf 2021 si è classificato 22º nello skiathlon. Ai XXIV Giochi olimpici invernali di Pechino 2022 si è piazzato 22º nella 15 km, 18º nella 50 km, 48º nello skiathlon e 8º nella staffetta ai Mondiali di Planica 2023 è stato 37º nella 50 km e 26º nello skiathlon.

## Palmarès

### Coppa del Mondo
- Miglior piazzamento in classifica generale: 51º nel 2018